# Kyōdai Ken Byclosser
Kyodai Ken Byclosser (兄弟拳バイクロッサー?, Kyōdai Ken Baikurossā) è il titolo di una serie tokusatsu classico fatto da Shōtarō Ishinomori e Toei. Questa serie, composta di 38 episodi, è il risultato di una produzione comune con Nippon Television, e in onda in Giappone a partire dal 10 gennaio fino al 26 settembre 1985.

## Cast
- Byclosser Ken / Ken Mizuno: Tetsu Kaneko
- Byclosser Gin / Ginjiro Mizuno: Yuki Tsuchiya
- Akemi Takeda: Keiko Sawachika
- Daikichi Takeda: Gozo Souma
- Dottore Q: Kenji Ushio
- Silvia: Midori Takahashi
- Rita: Keiko Haneda
- Narratore: Osamu Kobayashi

## Colonna sonora
Sigla di apertura
- Tatakae! Byclosser cantata da Gentaro Takahashi

Sigla di chiusura
- Sono Na mo Kyodai Ken Byclosser cantata da Gentaro Takahashi